# Comtat d'Estradas
El Comtat d'Estradas és un títol nobiliari espanyol confirmat (concedit com a nova creació) el 24 d'agost de 1883 pel rei Alfons XII a favor de Maria Rafaela Ortiz de Mioño i Urra, XI marquesa de Cilleruelo, com a descendent de Juan Fernando de Mioño i Bravo de Hoyos, a qui li havien concedit el comtat de Estradas en 1727.

## Antecedents
A finals del segle xvii el capità d'infanteria Pedro Bravo de Hoyos va presentar a la Corona un memorial perquè se li concedís novament el títol de comte d'Estradas. Segons ell, tots els posseïdors de la casa de Solórzano havien ostentat la dignitat comtal i la jurisdicció civil i criminal d'aquesta vila, situada a la vall de Hoz, a l'ajuntament de Ribamontán (Santander), encara que no podia presentar documentació que ho avalés en haver-se destruït l'arxiu per un incendi ocorregut el 18 de gener. El reclamant era fill de Juan Bravo de Hoyos i Solórzano Castillo —almirall general, senyor de les viles de Hoyos i de San Martín i de les cases de Bravo al lloc de Sotronca, a la merindad de Campoo, i de les cases de Bravo al lloc de Sotronca d'aquesta merindad i de les de Solórza merindad de Trasmiera, cavaller de l'Orde de Santiago — i la seva esposa Ana d'Acebedo i Martínez de Bracamonte.

Pedro Bravo va casar amb Marquesa Pardo Osorio Aguiar i Langos i va morir sense descendència el 27 de setembre de 1698. A la casa havia succeït el seu nebot Gregorio de Mioño i Bravo de Hoyos (n. 1655), qui fos fill de María Bravo i el seu marit Antonio Ortiz de Mioño. Del matrimoni de Gregori amb Maria de Salamanca i Haedo va néixer, al seu torn, Juan Fernando Ortiz de Mioño Bravo d'Hoyos i Salamanca, que el 1727 va cursar una altra sol·licitud perquè se li concedís el títol comtal sobre la vila d'Estradas. Sent igualment rebutjada, el 3 de gener de 1756 ell o el seu fill José Antonio Mioño van presentar un altre memorial en el mateix sentit. El suposat incendi que havia destruït la documentació que avalava la possessió immemorial d'aquesta dignitat ara se situava en un lloc diferent, concretament a casa seva anomenada Don Bergon al lloc de Mioño, vall de Sámano. El 3 de març de 1758 l'intendent general i corregidor de la província de Burgos, Joaquim de Vareterra i Valdés, es pronunciava respecte d'una eventual concessió en els termes següents:
| «                                        | Sería conforme concederle el título que solicita, en consideración a los muchos servicios prestados por sus antepasados, y que bien pudiera ser como conde de Estradas que dicen usaron sus antepasados sin que esto conste en ningún documento. | » |
| — A.H.N. Consejos Suprimidos, Leg. 9982. | |   |

Tot i que no hi ha constància documental sobre la concessió d'aquest títol de Castella al segle xviii, la bibliografia sol nomenar Juan Fernando Ortiz i als qui els van succeir com a «comtes d'Estradas»  o «senyors del comtat d'Estradas». A Juan Fernando, que es va casar el 23 de gener de 1724 amb Teresa Rosa Castell Alvarado Valle Agüero, li va succeir el seu fill José Antonio, senyor de San Martín de Hoyos, regidor perpetu de Reinosa, alferes major de la seva merindad i merino major de la merindad de Trasmiera.   José es va casar amb Luisa de Bustamante Manrique Collantes i Terán Quevedo, senyora de la vila de Sant Vicente de León i los Llares, natural de Silio (Santander). El fill d'aquest enllaç, José Luis de Mioño Bravo de Hoyos i Bustamante (5 d'octubre de 1746-5 d'abril de 1824), va enllaçar amb els marquesos de Cilleruelo en casar-se el 27 d'agost de 1769, a San Sebastián de Reinosa, amb Maria del Pilar de Quevedo  y Navamuel (1752-1824), filla de Joaquín de Quevedo y Fernández de Velasco, VII marquès de Cilleruelo, i la seva esposa Josefa de Navamuel i Peredo. José María de Mioño Bravo d'Hoyos i Quevedo (20 de setembre de 1770-24 de gener de 1842), fill i successor de José Luis, va ser per tant IX marquès de Cilleruelo, però va morir sense descendència, per la qual cosa li va succeir el seu germà. Aquest, Andrés de Mioño Bravo d'Hoyos i Quevedo (Reinosa, 27 de setembre de 1777-Madrid, 25 de gener de 1857), va ser X marquès de Cilleruelo, regidor perpetu de Reinosa, merino major de Trasmiera, intendent honorari de província i capità de fragata de la Real Armada. Es va casar el 4 de gener de 1821, a Viana (Navarra), amb Manuela d'Urra i Oñate, natural de Viana i filla de José Manuel d'Urra i Barrio i la seva esposa María Ana Oñate i Gamarra. La seva única filla Maria Rafaela de Mioño Bravo d'Hoyos i Urra va rebre del rei Alfons XII «real despatx de confirmació i carta de successió en el títol de Comte d'Estradas» el 24 d'agost de 1883.

## Comtes d'Estradas
| Titular                                    | Període                                          |                         |
| Creació per Alfonso XII                    | Creació per Alfonso XII                          | Creació per Alfonso XII |
| ------------------------------------------ | ------------------------------------------------ | ----------------------- |
| I                                          | María Rafaela Ortiz de Mioño i Urra              | 1883-1884               |
| II                                         | Mariano Fernández de Henestrosa i Ortiz de Mioño | 1884-1914               |
| III                                        | Rafael Fernández de Henestrosa i Salabert        | 1914-1941               |
| IV                                         | María Luisa de Silva i Fernández de Henestrosa   | 1943-1951               |
| Casilda Fernández de Henestrosa i Salabert | 1956-1970                                        |                         |
| VI                                         | Casilda de Silva i Fernández de Henestrosa       | 1970-1972               |
| VII                                        | José Carlos Fernández-Villaverde i de Silva      | 1972-actual titular     |

## Història dels comtes de Estradas
- Maria Rafaela Ortiz de Mioño i Urra (1821-1905), I comtessa de Estradas, XI marquesa de Cilleruelo.

Li va succeir en 1884, per cessió, el seu fill:
- Mariano Fernández d'Henestrosa i Ortiz de Mioño (1858-1919), II comte de Estradas, I duc de Santo Mauro Majordom i Caballerizo major de la Reina Victòria Eugènia d'Espanya, era net de Maria dels Dolors de Santisteban, VII i última principessa di Sant Mauro, que s'havia casat amb Diego Fernández de Henestrosa i Montenegro.

1. Va casar amb Casilda Salabert i Arteaga, VI comtessa de Ofalia, Dama de la Reina Victòria Eugènia d'Espanya.

. Li va succeir per cessió de 1914, el seu fill:
- Rafael Fernández d'Henestrosa i Salabert (1895-1941), III comte de Estradas, II duc de Santo Mauro.

El va succeir el 1943, per cessió, la seva neboda (filla de la seva germana Casilda, que va ser posteriorment V comtessa):
- Maria Lluïsa de Silva i Fernández de Henestrosa (1920-1951), IV comtessa de Estradas.

El va succeir el 1956, la seva mare (germana del III comte):
- Casilda Fernández d'Henestrosa i Salabert (1888-1987), V comtessa de Estradas, III duquessa de Sant Mauro.

1. Va casar amb Mariano de la Silva Bazán i Carvajal, XIII marquès de Santa Creu de Mudela, Xmarquès de Villasor, i XIV marquès de l'Aspecte

Li va succeir en 1970, la seva filla:
- Casilda de Silva i Fernández de Henestrosa (1914-2008), VI comtessa de Estradas, V duquessa de Sant Carles, IV duquessa de Sant Mauro, XIV marquesa de Santa Creu de Mudela, XII marquesa de Villasor, XV marquesa de l'Aspecte, XI marquesa d'Arcicóllar, II comtessa de Carvajal, comtessa de Castillejo, i III comtessa de San Martín d'Hoyos.

1. Va casar amb José Fernández-Villaverde i Roca de Togores (1902-1988.), IV marquès de Pou Ros.

Li va succeir per cessió en 1972, el seu fill:
- José Carlos Fernández-Villaverde i de Silva (n. en 1947), VII comte de Estradas.